# Tsjerk Hiddessluizen
De Tsjerk Hiddessluizen zijn schutsluizen bij Harlingen in de provincie Friesland.

## Beschrijving
De sluizen werden gebouwd in 1951 en zijn genoemd naar Tsjerk Hiddes de Vries. De sluizen liggen tussen de haven van Harlingen en het Van Harinxmakanaal en zijn belangrijk voor de binnenvaart. Er ligt een brug over het buitenhoofd van de sluizen in de N390.
Er zijn twee sluiskolken. De noordelijkste, de "Grote sluis", heeft een formaat van 135 m bij 12 m. Deze kan verdeeld worden in twee schutkolken van 50 en 80 m. De drempel ligt op NAP –4,4 m aan de buitenzijde (d.w.z. aan de Waddenzee) en NAP –3,9 m aan de kanaalzijde. De zuidelijke van de twee kolken is veel kleiner, en heet dan ook de "Kleine sluis". Deze is 49,5 m lang en 7 m breed. De drempel ligt op  NAP –2,7 m aan de buitenzijde en NAP –2,2 m aan de binnenzijde .
De sluis heeft een stormdeur.
Een bijzonderheid is dat de sluizen ingericht zijn om ook te kunnen dienen als spuisluis bij laag water. Via het Van Harinxmakanaal wordt op die manier (mede) de waterstand in de Friese boezem bepaald.
De brug en sluis kunnen via de marifoon worden aangeroepen op VHF-kanaal 22.

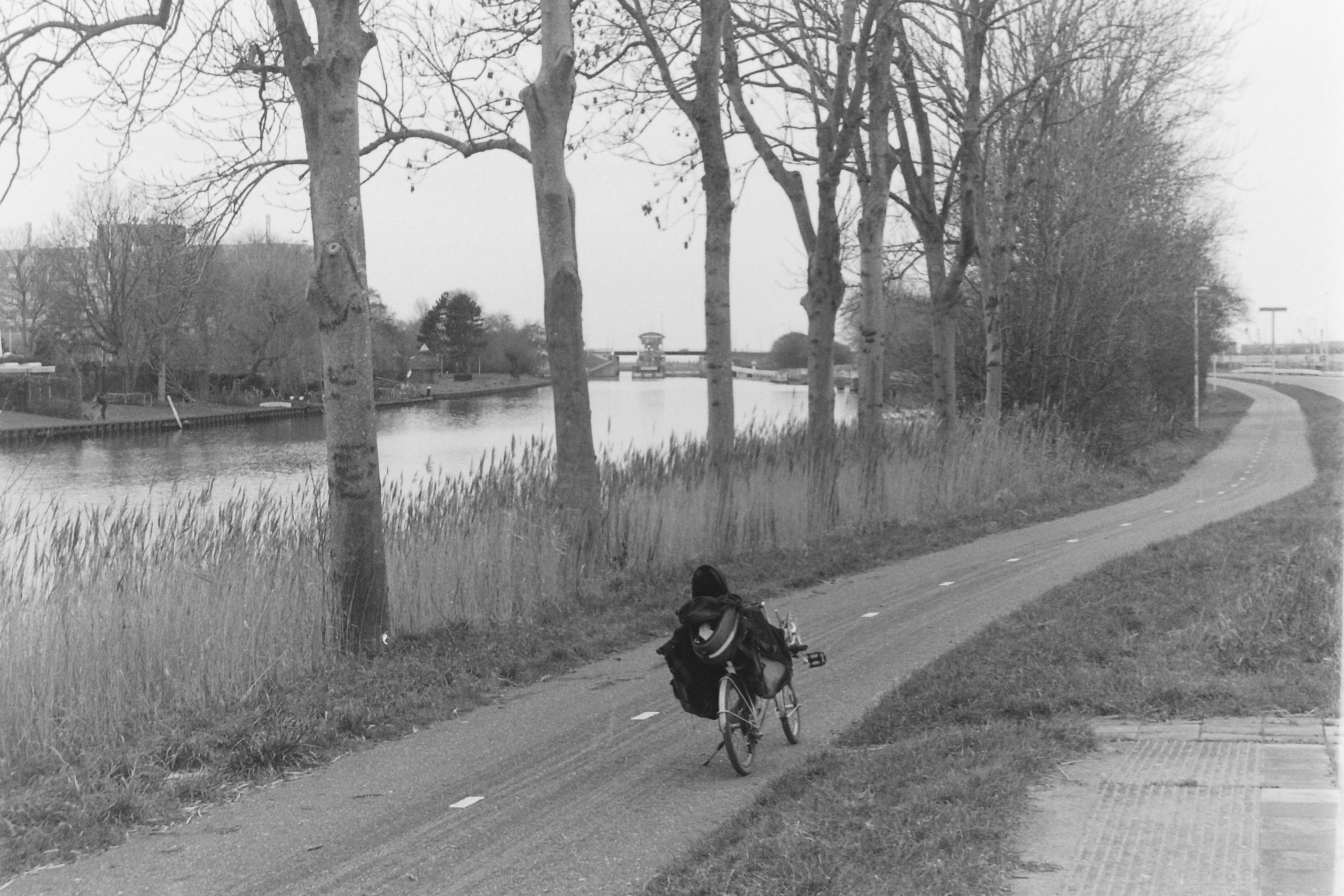
Van Harinxmakanaal met blik op de Tsjerk Hiddessluizen